# L'antipatico
L'antipatico è stato un programma televisivo italiano, andato in onda dal 2004 al 2006 su Canale 5 nella seconda serata del martedì e del giovedì, e dal 2006 al 2008 nella fascia preserale di Rete 4 dal lunedì al venerdì.

## Il programma
Condotto da Maurizio Belpietro, in quel periodo direttore di Il Giornale, è stato uno dei primi programmi ad aver sostituito il Maurizio Costanzo Show nella fascia della seconda serata della prima rete Mediaset, andando in onda dopo la mezzanotte. Il format inizialmente prevedeva la presentazione di un personaggio della politica o dello spettacolo, a cui seguiva un'intervista allo stesso da parte del conduttore, il quale le concludeva con un laconico "Grazie."
Tre edizioni sono andate in onda in seconda serata: la prima dal 20 aprile al 24 giugno 2004, la seconda dal 28 settembre 2004 al 28 giugno 2005 e la terza dal 27 settembre al 22 dicembre 2005.
In seguito all'avvio del programma di approfondimento di Canale 5 Matrix, la trasmissione è stata spostata su Rete 4, dove oltre a diventare un talk-show ha potuto proseguire la sua programmazione anticipando l'orario di messa in onda e incrementando i giorni di trasmissione settimanale da due a cinque fino al 2008.
Particolare scalpore suscitò una puntata speciale della trasmissione, andata in onda il 7 aprile 2006 eccezionalmente in prima serata su Rete 4 in pieno clima elettorale in vista delle elezioni politiche del 2006, che vedeva come ospiti il leader del centrodestra Silvio Berlusconi insieme ad alcuni rappresentanti del partito d'opposizione La Rosa nel Pugno. Alla trasmissione fu mossa l'accusa di aver violato la par condicio e, cumulativamente ad altre trasmissioni andate in onda nel medesimo periodo, di aver dedicato troppo tempo al Presidente del Consiglio in relazione a quello riservato ai partiti d'opposizione.
La trasmissione era curata dalla testata giornalistica trasversale delle reti Mediaset, Videonews.